# سرریز سد

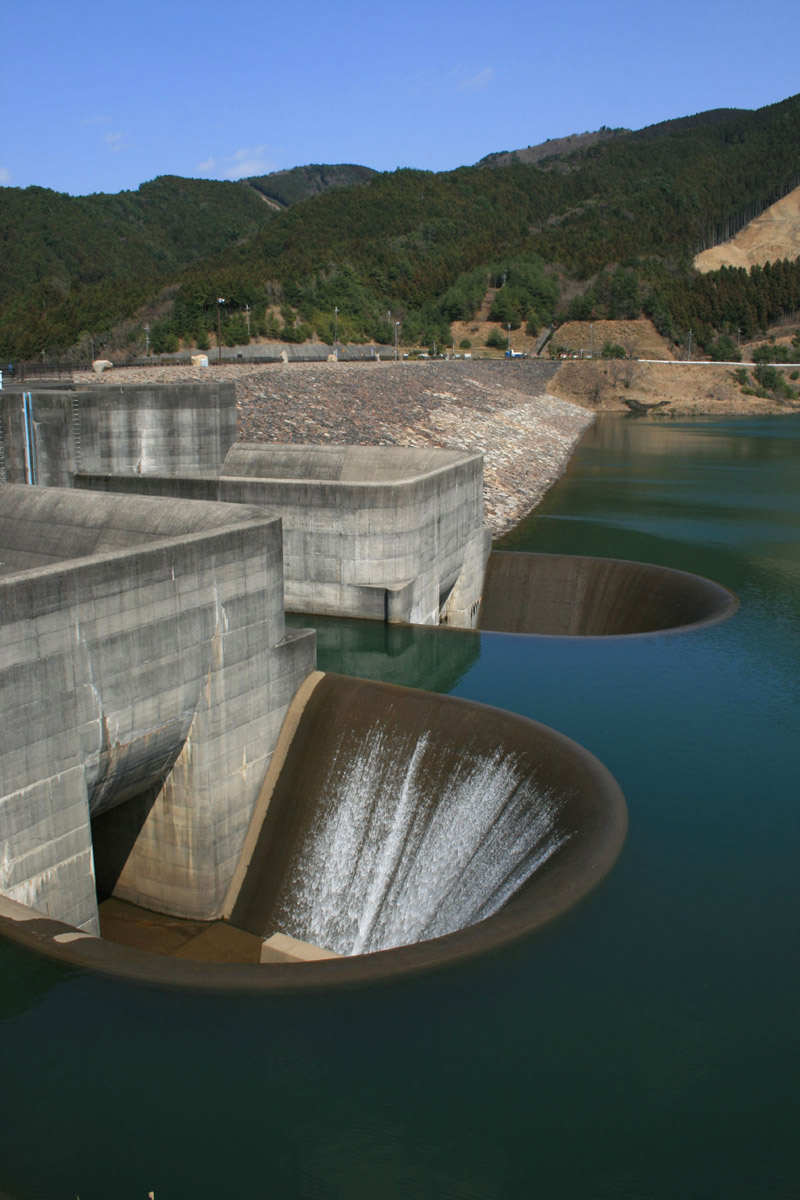
سرریز سد

سرریز یا اسپیل‌وی (به انگلیسی: Spillway) سازه‌ایست که برای عبور آب‌های اضافی و سیلاب‌ها از بالادست سد یا سراب به پایین‌دست سد یا پایاب ساخته و مورد استفاده قرار می‌گیرد.
سرریزهایی که مجهز به دریچه هستند را سرریز کنترل‌دار و آن‌هایی که فاقد دریچه هستند را سرریز بدون کنترل گویند.

## انواع سرریز
انوع سرریزها معمولاً با عناوین: ریزشی، اوجی، جانبی، شوت، مجرایی، تونلی، نیلوفری، سقوطی با بار شکن، آبرو، سیفونی و زیگزاگی

## سرریز آزاد
در این سرریز، آب به صورت آزاد از روی تاج سد عبور می‌کند. از این نوع سرریز در سدهای وزنی، قوسی و پایه دار استفاده می‌شود ولی نباید تراز آب مخزن با پایاب از شش متر تجاوز کند.
- سد کوروش کبیر در بوکان

### سرریز سرسره‌ای

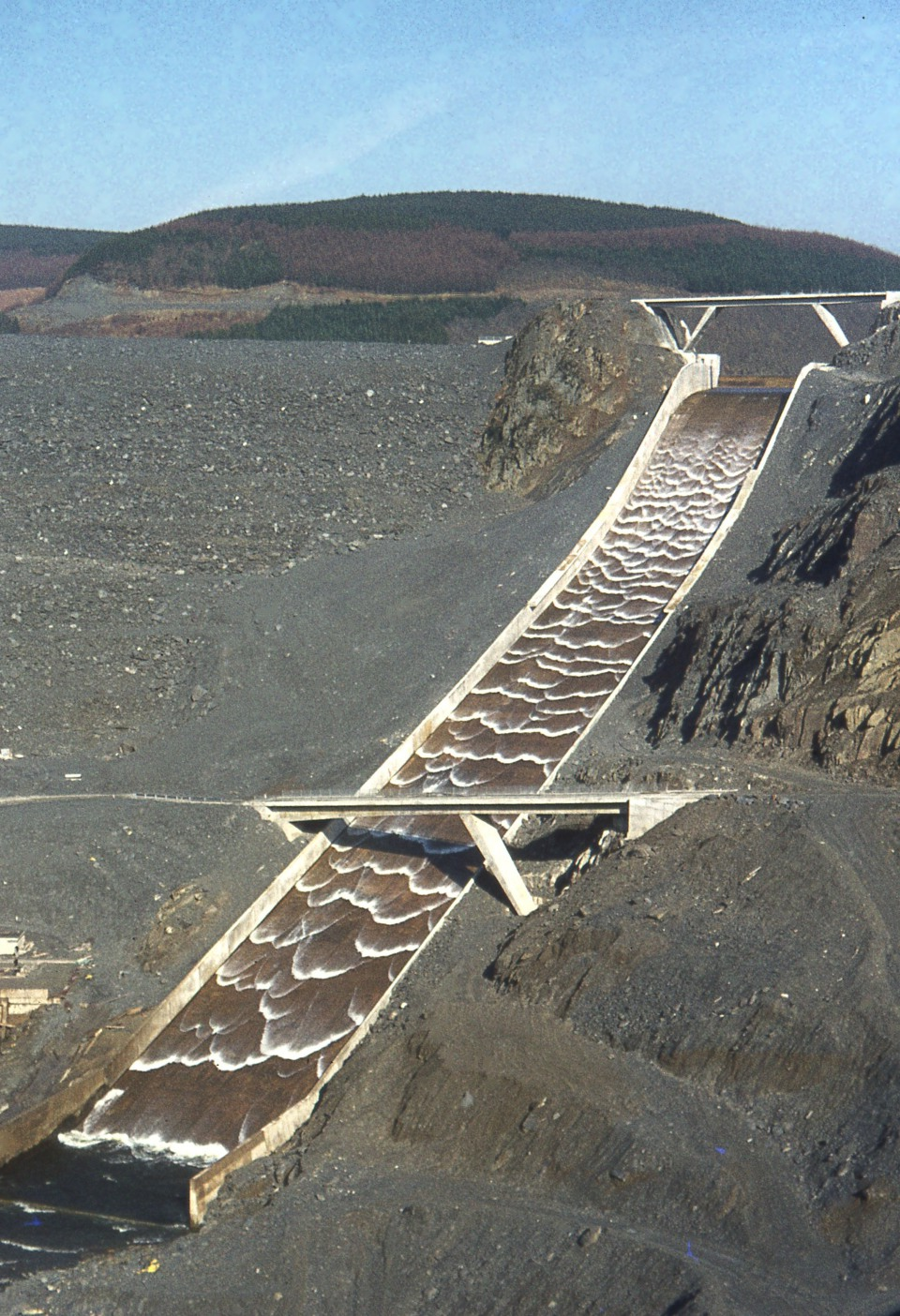
سرریز سرسره ای

- سد قشلاق (وحدت) در سنندج
- سد شهید یعقوبی در تربت حیدریه

### اوجی

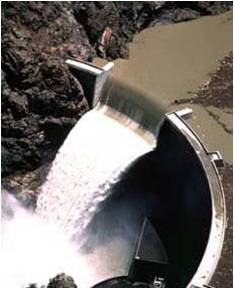
سرریز اوجی

سرریز اوجی یا لبه آبریز معمولی‌ترین و شاید در عین حال ارزان‌ترین سرریز است که مقدار زیادی آب را از روی خود عبور می‌دهد. در این نوع سرریز پس از پرشدن سد، آب از بالای آن سرریز می‌شود. این نوع سرریز می‌تواند جزئی از بدنه سد وزنی، قوسی یا پایه دار باشد. از این نوع سرریز در سدهای انحرافی به منظور بالا بردن سطح آب و انحراف آن به مزرعه استفاده می‌شود.
- سد جیرفت

### پلکانی
سرریز پلکانی سازه‌ای هیدرولیکی است که از حدود ۳۵۰۰ سال پیش مورد استفاده قرار گرفته‌اند. سرریز پلکانی متشکل از پله‌هایی است که ازنزدیکی تاج سرریز شروع شده و تا پاشنه پایین دست ادامه دارد. این نوع سرریزها به دلیل تأثیر قابل ملاحظه بر میزان استهلاک انرژی جریان مورد توجه می‌باشد. این امر باعث کاهش هزینه‌های اجرایی این نوع سرریز می‌شود.

### جانبی
سرریز جانبی عبارتست از یک سرریز با جریان آزاد که در دیواره کانال تعبیه شده‌است و اجازه می‌دهد در مواردی که ارتفاع آب بالاتر از تاج سرریز قرار دارد، مقداری از آب از روی آن خارج شود. این نوع سرریز برای محافظت از خاکریزها در زمان وقوع سیل کاربرد دارد.
این نوع سرریز پر هزینه می‌باشد.

### شوت
در سرریزهای شوت جریان آب مخزن اصلی از طریق یک کانال باز که در طول تکیه گاه سد یا قسمت فرورفته بین دو قله قرار می‌گیرد، به رودخانه می‌رسد. این تعریف را می‌توان بدون توجه به تأسیسات کنترلی که برای تنظیم جریان مورد استفاده قرار گرفته‌است، به کار برد؛ بنابراین، سازه کنترلی سرریز شوت می‌تواند به صورت تاج آزاد، روزنه دریچه دار، تاج جانبی یا انواع دیگر باشد. تنها شرط لازم این است که کانال تخلیه آن‌ها به صورت شوت باشد.
البته سرریز شوت بیشتر به سرریزهایی گفته می‌شود که سازه کنترل سرریز تقریباً عمود بر محور یک کانال باز است و خطوط جریان در بالاو پایین تاج کنترل با محور سرریز هم سو هستند. سرریزهای شوت در سدهای خاکی بیش از انواع دیگر به کار رفته‌است. عواملی که سبب انتخاب این سرریز می‌شوند، عبارتنداز:
ü به سادگی قابل طرح و اجرا هستند
ü تقریباًدر کلیه شرایط فونداسیون می‌توان از آن‌ها استفاده کرد
ü حجم وسیع خاکبرداری حاصله را می‌توان در بدنه سد خاکی مورد استفاده قرار داد و از این طریق از هزینه کاست. سرریز شوت، بر روی انواع مختلف فونداسیون از سنگ سخت تا زمین نرم با موفقیت اجرا و بهر ه بردای شده‌است.

### مجرایی
هرگاه برای انتقال آب از یک مجرای سر پوشیده‌ای استفاده شود که از اطراف یا زیر سد عبور کند، سرریز حاصله را به ترتیب) سرریز تونلی یا مجرایی) گویند.

### تونلی
هرگاه برای انتقال آب از یک مجرای سر پوشیده‌ای استفاده شود که از اطراف یا زیر سد عبور کند، سرریز حاصله را به ترتیب) سرریز تونلی یا مجرایی) گویند.

### نیلوفری

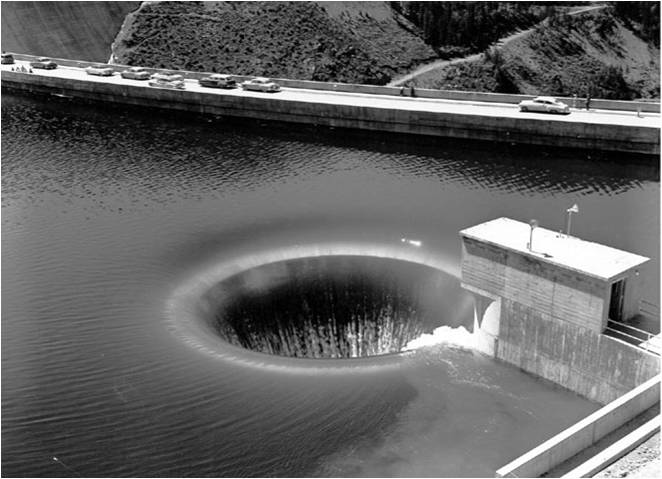
سرریز نیلوفری

سرریز نیلوفری یا سرریز لاله ای به دلیل شکل شیپوری آن به این نام معروف شده‌است. این سرریز دارای مزایای منحصر بفردی است اما احتمال بروز پدیده‌هایی نظیر گرداب، لرزش سازه وخلازایی نیز از مسائل پیش روی این سرریز است.
سرریز نیلوفری درجاهایی که فرسایش زیاد است کاربری دارند و جهت انتقال آب از زیر بزرگراه‌ها یا خطوط آهن استفاده می‌شود.
در واقع ازسه قسمت تشکیل شده‌است:
1. یک قسمت که قیفی شکل است و شرایط سرریز عادی را بازی می‌کند ولی گرد است.
2. قسمت دیگر شفت است دو حالت دارد که یا عمودی است یا مایل است.
3. قسمت سوم از یک تونل تشکیل شده که تونل آب بر است و دارای شیب منفی است.

نقطه ضعف این سرریزها این است که در سیلاب‌های بزرگتر از آنچه که در طرح دیده شده ضریب اطمینان سرریز پایین می‌آید.
در مناطق خیلی سرد این نوع سرریز امکان یخ زدگی دارد که باید برای آن یخ‌شکن تعبیه شود. بزرگترین سرریز نیلوفری جهان مربوط به سد گیهی استرالیا با ۳۲ متر ارتفاع می‌باشد که ظرفیت تخلیه ۱۵۳۴ مترمکعب در ثانیه را دارد.
- سد طرق
- سد 15 خرداد
- سد سفید رود
- سد شیروان
- سد هراز
- سد البرز

### سیفونی
سرریزسیفونی می‌تواند به صورت سرپوشیده ( کاملاً داخل بدنه سد) یا سیفون لا له‌ای باشد. هر دوی این سیفون‌ها در برابر افزایش دبی، از نظر هیدرولیکی رفتاری شبیه به سرریزهای مستقیم دارند.
سرریزهای سیفونی با استفاده از قانون سیفون‌ها عمل نموده و آب پشت سد را به سمت پایین دست می‌مکد. در دهانه این سرریزها گاه از سازه‌ای به نام کلاه خود استفاده می‌شود که در هر صورت دهانه سیفون در تراز نرمال آب دریاچه قرار می‌گیرد.
سیفون‌ها معایبی نیز دارند که عبارت است از:
- ایجاد امواج در پایاب در زمان هواگیری سریع، شبیه باز کردن ناگهانی دریچه
- ایجاد خسارت ناشی از کاویتاسیون به خاطر فشار کم در سیفون
- مسدود شدن سیفون با چوب یا یخ